# Cryphaea attenuata
Cryphaea attenuata är en bladmossart som beskrevs av W. P. Schimper in B.S.G. 1850. Cryphaea attenuata ingår i släktet Cryphaea och familjen Cryphaeaceae. Inga underarter finns listade i Catalogue of Life.